# Mont Andrus
El mont Andrus és un volcà escut situat 3,2 km al sud-est del mont Boennighausen, a l'extrem sud-est de la serralada Ames, a la terra de Marie Byrd de l'Antàrtida. Fou cartografiat pel Servei Geològic dels Estats Units a partir de reconeixements i fotografies aèries fetes per la Marina dels Estats Units entre 1964 i 1968. Fou nomenat per l'Advisory Committee on Antarctic Names en record del tinent Carl H. Andrus, membre de l'armada estatunidenca, oficial mèdic i encarregat de la Base Byrd el 1964.
L'Andrus té una caldera de 4,5 km d'amplada al cim. El cim s'eleva fins als 2.978 msnm. La cara oest de la muntanya és drenada per la glacera de Coleman. Es desconeix quan va tenir lloc la seva darrera erupció.